# RPW British Cruiserweight Championship
Le RPW British Cruiserweight Championship est un championnat professionnel de catch utilisé par la fédération Revolution Pro Wrestling (RPW). Le titre a été créé le 6 décembre 2008. 
À l'heure actuelle, le titre connait 19 règnes pour 14 champions différents.

## Historique du titre

### IPW:UK
| # | Champion          | Règne | Date            | durée | Lieu                                  | Événement | Notes                                                                                                  | Réf |
| - | ----------------- | ----- | --------------- | ----- | ------------------------------------- | --------- | --- | --- |
| 1 | Mark Haskins      | 1     | 6 décembre 2008 | 123   | Enniscorthy, Wexford, Ireland         |           | Haskins, alors RQW Cruiserweight Champion, est reconnu en tant que 1er British Cruiserweight Champion. |     |
| 2 | The British Eagle | 1     | 8 avril 2009    | 7     | Selsey, Sussex de l'Ouest, Angleterre |           | | .   |

### RQW
| # | Champion      | Règne | Date             | durée | Lieu                                  | Événement                       | Notes                                                                             | Réf |
| - | ------------- | ----- | ---------------- | ----- | ------------------------------------- | ------------------------------- | --------------------------------------------------------------------------------- | --- |
| 3 | Mark Haskins  | 2     | 15 avril 2009    | 221   | Selsey, Sussex de l'Ouest, Angleterre | IPW:UK Live In Selsey           |                                                                                   | .   |
| 4 | The Lion Kid  | 2     | 22 novembre 2009 | 196   | Sittingbourne, Kent, Angleterre       | IPW:UK Brawl At The Hall 2009   | Anciennement connu sous le nom de The British Eagle.                              |     |
| 5 | Rockstar Spud | 1     | 6 juin 2010      | 315   | Sittingbourne, Kent, Angleterre       | IPW:UK Unfinished Business 2010 |                                                                                   |     |
| - | Vacant        |       | 17 avril 2011    |       |                                       |                                 | Spud a rendu le titre pour cause d'inactivité.                                    | .   |
| 6 | Marty Scurll  | 1     | 28 avril 2012    | 202   | Londres, Angleterre                   | IPW:UK Revolution 2012          | Bat Sami Callihan en finale d'un 8-man tournament pour remporter le titre vacant. |     |

### RevPro
| #       | Champion             | Règne | Date             | durée | Lieu                                        | Événement                                | Notes | Réf                                                              |
| ------- | -------------------- | ----- | ---------------- | ----- | ------------------------------------------- | ---------------------------------------- | --- | ---------------------------------------------------------------- |
| 7       | Prince Devitt        | 1     | 16 novembre 2012 | 540   | St Ives, Cambridgeshire, Angleterre         | RevPro St Ives Debut                     | | .                                                                |
| 8       | Josh Bodom           | 1     | 10 mai 2014      | 162   | Birmingham, Midlands de l'Ouest, Angleterre | RevPro Make Or Break 2014                | |                                                                  |
| 9       | Will Ospreay         | 1     | 19 octobre 2014  | 162   | Clapham, Londres, Angleterre                | RevPro Okada Vs. Aries                   | | Dans un Triple Threat Match qui comprenait également Rich Swann. |
| 10      | Josh Bodom           | 2     | 5 septembre 2015 | 50    | Marylebone, Grand Londres, Angleterre       | RevPro TV #1.27                          | |                                                                  |
| 11      | Andrew Everett       | 1     | 25 octobre 2015  | 2     | Sittingbourne, Kent, Angleterre             | RevPro Live In Sittingbourne             | | .                                                                |
| -       | Vacant               |       | 27 octobre 2015  |       |                                             |                                          | Andrew Everett a rendu le titre à cause d'une blessure.                                                                                            |                                                                  |
| 12      | Pete Dunne           | 1     | 3 janvier 2016   | 1     | Bethnal Green, Grand Londres, Angleterre    | RevPro Live At The Cockpit               | Bat Morgan Webster en finale d'un tournoi. |                                                                  |
| 13      | Will Ospreay         | 2     | 10 juillet 2016  | 277   | Bethnal Green, Grand Londres, Angleterre    | RevPro Summer Sizzler 2016               | | .                                                                |
| Interim | Josh Bodom           | 3     | 21 janvier 2017  | 82    | Bethnal Green, Grand Londres, Angleterre    | RevPro High Stakes 2017                  | Bat Ryan Smile pour devenir le champion par intérim jusqu'à ce qu'Ospreay revienne du Japon.                                                       | .                                                                |
| 14      | Josh Bodom           | 3     | 13 avril 2017    | 210   | Bethnal Green, Grand Londres, Angleterre    | RevPro Epic Encounter 2017               | Bat Will Ospreay pour devenir le champion officiel.                                                                                                | .                                                                |
| 15      | Ryan Smile           | 1     | 9 novembre 2017  | 210   | Bethnal Green, Grand Londres, Angleterre    | RevPro/NJPW Global Wars UK 2017: Night 1 | Dans un Triple Threat Match qui comprenait également Bushi.                                                                                        | .                                                                |
| 16      | Flash Morgan Webster | 1     | 3 décembre 2017  | 5     | Marylebone, Grand Londres, Angleterre       | RevPro Live At The Cockpit               | |                                                                  |
| 17      | Kurtis Chapman       | 1     | 8 décembre 2017  | 154   | Bethnal Green, Grand Londres, Angleterre    | RevPro Live At The Cockpit               | Chapman rive les épaules de David Starr dans Five Man Scramble Match, qui comprenaient également Flash Morgan Webster, Ryan Smile et El Phantasmo. | .                                                                |
| 18      | David Starr          | 1     | 11 mai 2018      | 364   | Bethnal Green, Grand Londres, Angleterre    | RevPro Epic Encounter 2018               | | .                                                                |
| 19-     | El Phantasmo         | 1     | 10 mai 2019      | 36+   | Bethnal Green, Grand Londres, Angleterre    | RevPro Epic Encounter 2019               | Dans un Ladder match | .                                                                |